# Zinsspanne
Zinsspanne (oder Zinsmarge) ist in der Bankbetriebslehre und im Bankwesen eine betriebswirtschaftliche Kennzahl, mit der die Rentabilität eines Kreditinstituts gemessen werden kann.
In der Industrie und im Handel wird die Rentabilität mit Hilfe der Umsatzrentabilität gemessen. Da Bankumsätze in der Kreditwirtschaft nicht von Bedeutung sind und auch nicht in der Gewinn- und Verlustrechnung auszuweisen sind, muss eine andere Bezugsgröße gewählt werden. Die Bilanzsumme repräsentiert die zinstragenden Aktivitäten eines Kreditinstituts am ehesten, so dass sich die Bankbetriebslehre für diese Maßgröße entschieden hat. Sie gilt als Ausdruck der relativen Wettbewerbsstärke und der erreichten Marktposition. Darüber hinaus gibt es als noch aussagekräftigere Größe das Geschäftsvolumen, das sich aus der Bilanzsumme zuzüglich der Eventualverbindlichkeiten rekrutiert.
Bereits 1934 veröffentlichte Josef Flock ein Buch über die Zinsspanne bei gewerblichen Kreditgenossenschaften, 1936 folgte Werner Hotzel mit einem weiteren bankbetrieblichen Werk über die Zinsspanne im gesamten Bankwesen.

## Berechnung und Arten
Kreditinstitute erwirtschaften durch Kreditvergabe (Aktivgeschäft) und Einlagengeschäft (Passivgeschäft) Zinsüberschüsse. Kurzfristigere und niedriger verzinste Einlagen stehen Krediten mit höherer Laufzeit und Verzinsung gegenüber (Strukturbeitrag). Zudem liegt der Kreditzins der Banken höher bzw. der Einlagenzins niedriger als der vergleichbare Zins am Kapitalmarkt (Konditionsbeitrag). Die bei der Berechnung der Zinsspanne zu berücksichtigenden Zinserträge setzen sich zusammen aus den Zinseinnahmen aus Kredit- und Geldmarktgeschaften sowie festverzinslichen Wertpapieren und Schuldbuchforderungen. Stellt man diese Zinserträge der Bilanzsumme oder dem Geschäftsvolumen gegenüber, ergibt sich als Verhältniszahl die Bruttozinsspanne:
{\displaystyle {\text{Bruttozinsspanne}}={\frac {\text{Zinserträge}}{\text{Bilanzsumme oder Geschäftsvolumen}}}\cdot 100\,\%}
Die Zinsspanne ist damit nichts anderes als die Differenz zwischen dem volumengewichteten Sollzinssatz des Aktivgeschäfts und dem volumengewichteten Habenzins für Geldanlagen und Zentralbankgeld. Werden die Zinserträge um die Zinsaufwendungen saldiert, ergibt sich das Zinsergebnis oder der Zinsüberschuss. Stellt man dieses Zinsergebnis der Bilanzsumme oder dem Geschäftsvolumen gegenüber, ergibt sich die Nettozinsspanne:
{\displaystyle {\text{Nettozinsspanne}}={\frac {\text{Zinserträge-Zinsaufwendungen}}{\text{Bilanzsumme oder Geschäftsvolumen}}}\cdot 100\,\%}
Um auch im Nenner eine Stromgröße zu erhalten, wird die durchschnittliche Bilanzsumme gewählt, die sich aus Anfangsbestand und Endbestand am Bilanzstichtag ergibt:
{\displaystyle {\text{durchschn. Bilanzsumme}}={\frac {\text{Anfangsbestand + Endbestand}}{\text{2}}}}

## Aussagekraft
Die Zinsspanne ist die wichtigste Erfolgsquelle der Kreditinstitute. Je höher die Zinsspanne ist, umso günstiger ist die Rentabilität eines Kreditinstituts einzustufen. Die Höhe der Zinsspanne beeinflusst die Gewinnthesaurierungsmöglichkeit und damit die Selbstfinanzierungsfähigkeit einer Bank, ihr Eigenkapital autonom – ohne Inanspruchnahme des Kapitalmarkts – zu erhöhen. Die Nettozinsspanne macht Aussagen über die Marge des zinstragenden Bankgeschäfts, also die Handelsspanne, die zwischen den gezahlten Refinanzierungskosten der Passivseite und dem erzielten Kreditzins der Aktivseite besteht. Eine vom Kreditinstitut angestrebte autonome Erhöhung der Zinsspanne kann deshalb nur durch eine Verbesserung der Marge, also Anhebung der Sollzinsen und/oder Senkung der Habenzinsen, erreicht werden.
Den stärksten Einfluss auf die Zinsspanne übt allerdings der vom einzelnen Kreditinstitut nicht beeinflussbare Marktzins aus. Überwiegen bei einem Kreditinstitut die aktiven Festzinspositionen (Festzinskredite), wird sich bei steigendem Marktzins die Zinsspanne reduzieren, weil die variablen Zinsaufwendungen steigen, ohne dass die Zinserträge angepasst werden können; hier verwirklicht sich das Zinsspannenrisiko. Determinanten dieses Zinsspannenrisikos sind Festzinsüberhänge und Festzinslücken, da im Falle eines aktivischen Festzinsüberhangs bzw. einer passivischen Festzinslücke dieses unterschiedliche Zinsanpassungsverhalten bei steigendem Zinsniveau zwingend zu einer Senkung der Zinsspanne und umgekehrt führt. Entsprechend verringert sich die Zinsspanne auch, wenn langfristige passive Festzinsgeschäfte bei sinkendem Marktzins von einer Bank nicht angepasst werden können. Eine hohe Zinsspanne kann einerseits auf überhöhte Kreditrisiken und andererseits auf Geldanleger mit niedriger Verhandlungsmacht schließen lassen. Besitzt eine Bank sowohl im Kreditgeschäft als auch im Einlagengeschäft eine hohe Verhandlungsmacht, können sich ihre Zinsspannen erhöhen. Wächst die Bilanzsumme stärker als der Zinsüberschuss, sinken die Zinsspannen. Steigende Zinsspannen können auch auf Eigenkapitalerhöhungen zurückzuführen sein, da eine geringere zinstragende Refinanzierung erforderlich ist.
Ein intensiver regionaler Wettbewerb unter Banken lässt deren Zinsspanne hingegen sinken. Die Zinsspanne ist umso höher, je zinsunelastischer die Passivseite und je zinselastischer die Aktivseite auf Zinsänderungen reagiert. Die Zinsspanne verändert sich nur dann nicht, wenn Elastizitätsgleichgewicht herrscht, bei welchem der durchschnittliche Aktivzins auf Referenzzinsänderungen gleich reagiert wie der durchschnittliche Passivzins; Änderungen des Zinsniveaus – gleich in welche Richtung – haben dann keinen Einfluss auf die Zinsspanne.

## Zinsspannen im Bankenwettbewerb
Die Zinsspanne dient dem Vorstand eines Kreditinstituts als Entscheidungsgrundlage bei der Margenpolitik und Ermittlung der Profitabilität und Wettbewerbsintensität. Im Bankenwettbewerb zeigen sich unter den Bankengruppen sehr unterschiedliche Zinsspannen. Sie illustrieren, dass die genossenschaftlichen Zentralbanken und die Landesbanken eine strukturell niedrige Zinsspanne aufweisen, was insbesondere in dem von diesen Bankengruppen betriebenen margenarmen Interbanken- und Großkundengeschäft begründet ist. Bei den im Retail Banking gut positionierten Sparkassen und Kreditgenossenschaften ist die Zinsspanne hingegen tendenziell größer. Die Deutsche Bundesbank hat für kleine und mittelgroße Banken ermittelt, dass die Erhöhung des 10-Jahreszinses um einen Prozentpunkt eine Erhöhung der Zinserträge um 0,57 Prozentpunkte bewirkt, während die Zinsaufwendungen lediglich um 0,25 Prozentpunkte steigen; dadurch erhöht sich die Zinsspanne um 0,32 Prozentpunkte. Daraus kann gefolgert werden, dass die Zinsspanne bei einer Erhöhung des Zinsniveaus steigt und umgekehrt. Das ist ein Indiz für den Vorwurf der Medien, dass bei Erhöhungen des Marktzinses die Kreditinstitute zunächst die Kreditzinsen erhöhen und erst später (oder gar nicht) die Passivzinsen und umgekehrt.
Betrachtet man die einzelnen Institutsgruppen, so ergab sich folgendes Bild (Zinsspanne in %):
| Institutsgruppe        | 2010 | 2011 | 2012 | 2013 | 2014 | 2015 | 2016 | 2017 | 2018 | 2019 | 2020 | 2021 |
| ---------------------- | ---- | ---- | ---- | ---- | ---- | ---- | ---- | ---- | ---- | ---- | ---- | ---- |
| Sparkassen             | 2,20 | 2,21 | 2,12 | 2,11 | 2,09 | 2,06 | 1,98 | 1,87 | 1,73 | 1,81 | 1,47 | 1,31 |
| Kreditgenossenschaften | 2,33 | 2,30 | 2,21 | 2,25 | 2,21 | 2,14 | 1,99 | 1,90 | 1,80 | 1,70 | 1,56 | 1,47 |
| Landesbanken           | 0,68 | 0,70 | 0,63 | 0,68 | 0,72 | 0,76 | 0,77 | 0,73 | 0,67 | 0,62 | 0,62 | 0,65 |
| Großbanken             | 0,95 | 0,64 | 0,68 | 0,69 | 0,77 | 0,81 | 0,78 | 0,68 | 0,84 | 0,65 | 0,55 | 0,63 |

Über Jahre hinweg zeichnet sich ein deutlicher Trend sinkender Zinsspannen ab. Die Zinsspanne der Großbanken sank auf etwa ein Drittel der Zinsspannen der Sparkassen und Kreditgenossenschaften und bewegt sich auf dem Niveau der Landesbanken.

## Wirtschaftliche Aspekte
Die Nettozinsspanne gibt Auskunft über den im Zinsgeschäft erzielten Überschuss der vereinnahmten Zinserträge über die zu tragenden Zinsaufwendungen. Sinkt die Nettozinsspanne, kann dies verschiedene Ursachen haben. Einerseits könnte sich die Kreditwürdigkeit der Kreditnehmer verbessert haben, was sich in einer niedrigeren Kreditmarge niederschlägt; andererseits könnte die Verhandlungsmacht der Anleger im Passivgeschäft gestiegen oder das Rating des betreffenden Instituts gesunken sein, was höhere Habenzinsen zur Folge hat. Wesentliche Einflussgrößen auf die Zinsspanne sind ferner das Zinsniveau, die Zinskurve und das Risiko aus der Fristentransformation, das mit der Marktzinsmethode kalkuliert wird. So berichtet die Deutsche Bundesbank während der Niedrigzinspolitik mit Negativzinsen, dass die Einlagenzinssätze deutscher Banken größtenteils an der Nulllinie verharrten. Dies galt insbesondere für die Zinssätze für Einlagen von Privathaushalten. Gleichzeitig gingen die Kreditzinssätze im Einklang mit der allgemeinen Zinsentwicklung weiter zurück. Als Folge verringerten sich die Zinsmargen der deutschen Banken im Kredit- und Einlagengeschäft mit dem nicht-finanziellen Privatsektor. Die Zinsmarge fiel im Jahre 2020 im deutschen Bankwesen auf einen neuen Tiefstand von 0,88 %, was jedoch zu mehr als 75 % auf das starke Wachstum der Bilanzsumme zurückzuführen war.